# Société ivoirienne de banque
La Société Ivoirienne de Banque (SIB) est une Société anonyme de droit ivoirien créée en 1962. Elle fait partie des quatre principales banques de Côte d'Ivoire avec la BICICI (filiale de BNP Paribas), la SGCI et la NSIA BANQUE, Ex-BIAO. La banque a un réseau de 64 agences en 2019.

## Histoire
La banque était une filiale du groupe Crédit agricole SA, reprise par le groupe financier marocain Attijariwafa bank en 2009, qui en détient 51 % des parts, le reste étant détenu par l'État ivoirien. Aujourd'hui(2019) L'entreprise emploie environ 800 personnes et dispose d'un réseau de 67 agences à Abidjan et 2 centres entreprises répartir dans 21 villes de l'hinterland.

## Référence
1. ↑  « https://resistancisrael.com/qui-sont-les-enfants-dhouphouet-boigny/ »